# Колчев, Николай Петрович
Николай Петрович Колчев (1922—1960) — ефрейтор Рабоче-крестьянской Красной Армии, участник Великой Отечественной войны, Герой Советского Союза (1945).

## Биография
Николай Колчев родился 20 декабря 1922 года в селе Николаевка (ныне — Самойловский район Саратовской области). После окончания семи классов школы работал трактористом на конезаводе. В августе 1941 года Колчев был призван на службу в Рабоче-крестьянскую Красную Армию и направлен на фронт Великой Отечественной войны. Принимал участие в боях на Юго-Западном, Сталинградском, Донском, 3-м Украинском, 3-м и 2-м Белорусском фронтах. Участвовал в Сталинградской битве, освобождении Украинской и Белорусской ССР, Польши, боях в Германии.
К апрелю 1945 года ефрейтор Николай Колчев был мотористом катера 28-го отдельного моторизованного понтонно-мостового батальона 4-й понтонно-мостовой бригады 2-го Белорусского фронта. Отличился во время форсирования Одера. В период с 21 по 25 апреля 1945 года Колчев ввёл в линию моста несколько паромов грузоподъёмностью 60 тонн каждый и поддерживал их работоспособность, благодаря чему через реку успешно переправились 70 тяжёлых танков и САУ. Несмотря на полученную контузию, Колчев своего поста не покинул, продолжая выполнять обязанности моториста.
Указом Президиума Верховного Совета СССР от 29 июня 1945 года за «мужество и героизм, проявленные в боях» ефрейтор Николай Колчев был удостоен высокого звания Героя Советского Союза с вручением ордена Ленина и медали «Золотая Звезда» за номером 5567.
После окончания войны Колчев был демобилизован. Вернулся на родину, где работал сначала председателем сельского совета, затем начальником почтового отделения. Скоропостижно скончался 5 июля 1960 года.

## Награды
- медаль «За оборону Сталинграда» (30.8.1943)[2]
- орден Красной Звезды (30.08.1944)[2]
- звание Героя Советского Союза (29.6.1945)[3]:
  - медаль «Золотая Звезда»
  - орден Ленина.